# 2009 en Abkhazie
Cet article présente les faits marquants de l'année 2009 en Abkhazie.

## Évènements

### Janvier
- Lundi 26 janvier 2009 :
  - Le président russe Dmitri Medvedev nomme un  « représentant spécial pour la délimitation et la démarcation de la frontière de la fédération de Russie avec les États voisins », notamment avec l'Abkhazie et l'Ossétie du Sud, les deux républiques séparatistes géorgiennes.
  - Un responsable de l'état-major de la marine russe annonce que la Russie allait créer dans les années à venir un port pour le mouillage de navires de la flotte russe de la mer Noire dans le port abkhaze d'Otchamtchira. Les travaux d'approfondissement devrait débuter dès cette année.

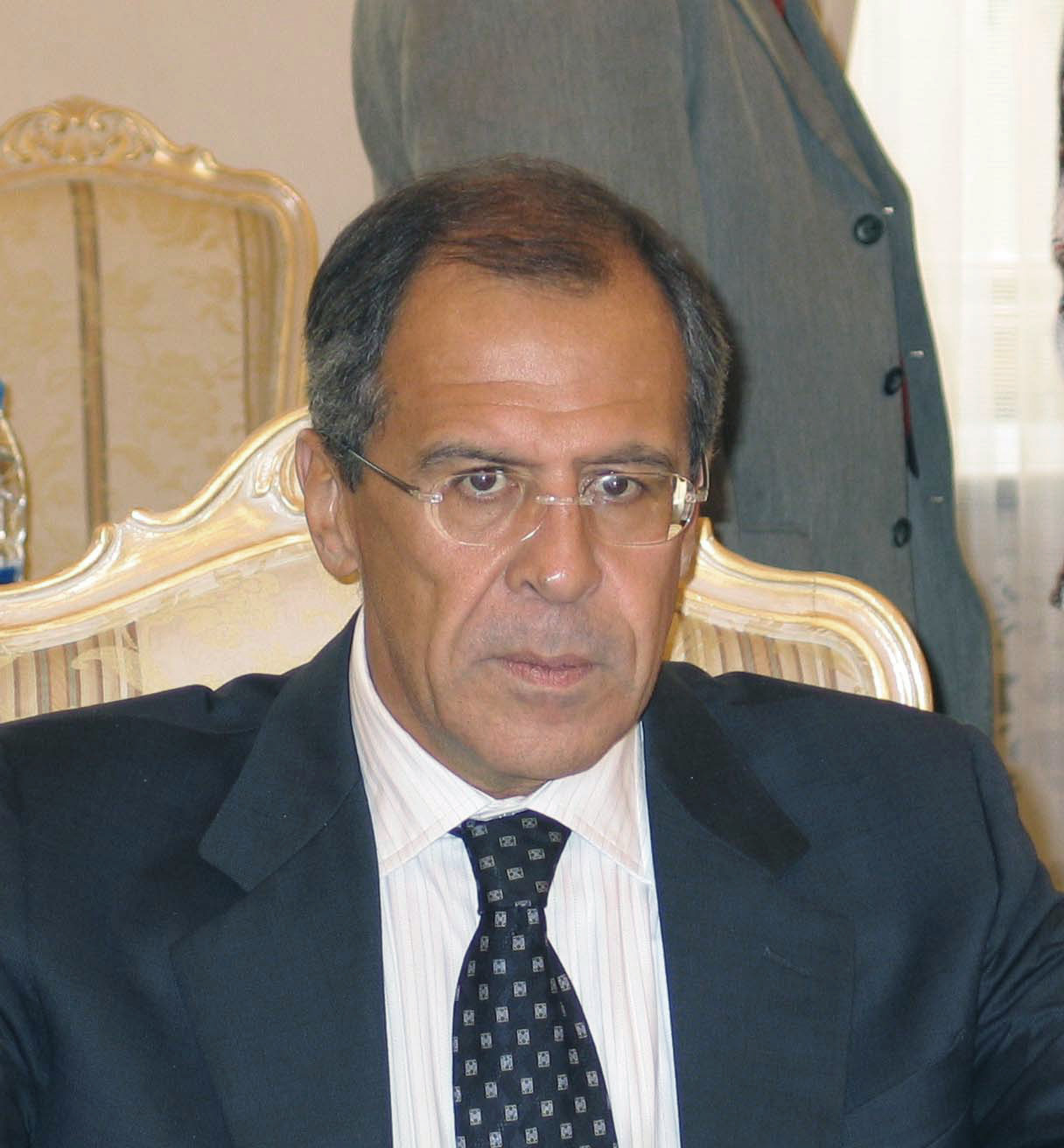
Sergueï Lavrov (septembre 2004)

### Juin
- Samedi 27 juin 2009 : le ministre russe des Affaires étrangères Sergueï Lavrov déclare  à l'issue d'une réunion du Conseil OTAN-Russie que la reconnaissance par la Russie des républiques sécessionnistes de Géorgie est « irréversible ».